# Leonardo Bariani
Leonardo Renato Ramón Bariani, más conocido como Leonardo Bariani, (Buenos Aires, Argentina; 1949-25 de diciembre de 2023) fue un arquitecto, economista y político argentino de ideología nacionalista y antiabortista. Fue precandidato a gobernador de la provincia de Buenos Aires por el Frente Patriota, partido político del cual era vicepresidente.

## Biografía
Estudió arquitectura en la Universidad de Buenos Aires entre 1968 y 1973. También egresó como economista de la Universidad de Princeton en 1994.
Fue coordinador del área de mantenimiento de patrimonio cultural del gobierno de la Ciudad de Buenos Aires durante la segunda jefatura de gobierno de Mauricio Macri y la primera de Horacio Rodríguez Larreta, entre enero de 2012 y junio de 2017.
En las elecciones primarias de Argentina de 2013 se presentó como precandidato a diputado nacional por la Provincia de Buenos Aires por el partido Gente en Acción. En esos comicios obtuvo 37.575 votos, equivalentes al 0,43% del total de sufragios, al no superar el 1,5% requerido quedó de esta forma inhabilitado para participar de las elecciones generales.
En el año 2014, con la legalización de Bandera Vecinal como partido político, fue el vicepresidente del mismo hasta su fusión con Gente en Acción el 27 de noviembre de 2018. Posteriormente fue designado como vicepresidente del Frente Patriota a nivel nacional y presidente del mismo en la provincia de Buenos Aires. Además, fue presidente de Gente en Acción y Alternativa Social en la provincia de Buenos Aires.
En las elecciones primarias de Argentina de 2015 Leonardo se presentó como precandidato a diputado nacional por la provincia de Buenos Aires por Bandera Vecinal. En esos comicios obtuvo 18.189 votos, equivalente al 0,24% del total de sufragios, al no superar el 1,5% requerido quedó de esta forma inhabilitado para participar de las elecciones generales.
Para las elecciones provinciales de Buenos Aires de 2019 Bariani se presentó como precandidato a gobernador por el Frente Patriota con Ana María Graziano como precandidata a vicegobernadora. En esos comicios obtuvieron 21.434 votos, equivalente al 0,23% del total de sufragios, al no superar el 1,5% requerido no pudieron participar de las elecciones generales.

## Resumen electoral

### Elecciones legislativas
|  | 0,43 % |

|  | 0,24 % |

### Elecciones ejecutivas
| Año                                             | Fórmula          | Fórmula            | Voto popular | Voto popular    | Resultado | Nota            |
| Año                                             | Gobernador       | Vicegobernador     | votos        | %               | Resultado | Nota            |
| ----------------------------------------------- | ---------------- | ------------------ | ------------ | --------------- | --------- | --------------- |
| Elecciones provinciales de Buenos Aires de 2019 | Leonardo Bariani | Ana María Graziano | 21 434       | \| \| 0,23 % \| | No electo | Frente Patriota |
|                                                 | 0,23 %           |                    |              |                 |           |                 |